# Исидора нас слуша
Исидора нас слуша представља омаж српској списатељици Исидори Секулић, а подразумева организовање књижевних трибина, односно разговора са значајним књижевницима, песницима, издавачима и критичарима. Пројекат се реализује од септембра 2009. године под покровитељством Градске општине Савски венац и Куће краља Петра I на Сењаку. Концепцијски, пројекат је трибинског карактера, с циљем да се кроз полемичке разговоре и дискусије укаже на жаришне проблеме у књижевности, али и култури уопште. Ауторка пројекта је књижевница Лаура Барна уз подршку Удружења грађана "Организација".

## Историјат
Пројекат Исидора нас слуша представља омаж Исидори Секулић, српској списатељици. Сењак, део Београда у коме се налази Кућа краља Петра, јесте својеврсни српски и београдски Монмартр, крај у коме је живела Исидора Секулић, али и многи други уметници и културни прегаоци који су оставили неизбрисив траг у српској култури (као што су Веселин Чајкановић, Петар Лубарда...или живе и данас, као Душан Ковачевић). Трајањем овог Пројекта од 2009 године па на овамо, одржава се и траје дух ерудиције, уметности и стваралаштва, која је истовремено била у току са светским дешавањима и национално одговорна, а који је, пре свега Исидора Секулић, а и други, створила и неговала; Пројектом Исидора нас слуша наставља се непрекинута нит духовног битисања на овом простору који зрачи духовношћу.
Пројекат Исидора нас слуша има традицију, углед и значај на културној сцени Београда; реализује се двомесечно, у форми разговора између модератора трибина (Лауре Барне) и гостујућих књижевника и критичара, у интеракцији с публиком, и представља динамични догађај који осветљава актуелне моменте српског уметничког стваралаштва.
Од 2009. године до данас у пројекту "Исидора нас слуша" гостовали су најзначајнији наши књижевници, песници и уметници: академик САНУ Милосав Тешић, добитници Нинове награде академик Горан Петровић и Драган Великић, потом Владимир Пиштало, Владислав Бајац, Мирјана Митровић, Игор Маројевић, Горан Скробоња са писцима окупљени око антологија Апокалипса јуче, данас, сутра и Нова српска приповетка; затим и млађа генерација писаца фантастике који објављују у часопису Српска фантастика, као и критичари: проф. др Јован Делић; мр Васа Павковић, Петар В. Арбутина, Петар Пијановић, Славица Гароња. У оквиру пројекта представљен је и Филмски фестивал "Слободна зона", и стваралаштво музичких уметника Браћа Теофиловићи.
Поред главног програма, истовремено у Кући краља Петра одржавани су и пратећи програми, углавном изложбе значајних српских уметника као што су Оља Ивањицки, Милан Циле Маринковић, Вера Божичковић Поповић, Милић од Мачве, Драган Стојков, Душан Оташевић... што је увек доприносило да се у лепом амбијенту куће посетиоци осећају пријатно и да истовремено могу да уживају у књижевним сусретима са најзначајнијим српским писцима и погледају дела истакнутих ликовних уметника. Осим тога, у пратећим програмима, учествовали су и значајни српски глумци: Аница Добра и Тихомир Станић.
Овај пројекат подржавају Градска општина Савски венац, Министарство културе и информисања Републике Србије и Секретаријат за културу Града Београда.

## Учесници на манифестацији
Шаблон:List
- Владислав Бајац
- Горан Петровић
- Владимир Пиштало
- Горан Гоцић
- Драган Великић[5]
- Милета Продановић
- Мирјана Митровић
- Мирјана Ђурђевић
- Игор Маројевић
- Горан Скробоња
- Вања Булић
- Саша Петров
- Слађана Милошевић
- Гордана Залад
- Миомир Петровић
- Лаура Барна
- Марко Видојковић[6]
- Зоран Живковић
- Ратко Адамовић
- Зоран Богнар
- Марио Лигуори
- Зоран Аврамовић
- Драгољуб Којчић
- Горан Милашиновић
- Ивана Димић
- Милосав Тешић
- Мирко Демић
- Александра Слађана Милошевић
- Предраг Марковић
- Анита Панић
- проф. др Јован Делић
- мр Васа Павковић
- Петар Пијановић
- Петар В. Арбутина
- Славица Гароња
- Лидија Јелисавчић Ћирић
- Филип Грбић
- Марко Крстић